# Deportivo Kansas
Deportivo Kansas – peruwiański klub futsalowy z siedzibą w mieście Lima, do 2007 występował w najwyższej klasie rozgrywkowej Peru.
W 2004 w finale Copa Libertadores de Futsal przegrał 6-13 i 1-8 z brazylijskim Malwee/jaragua

## Sukcesy
- finalista Copa Libertadores de Futsal (1): 2004
- Copa Merconorte de Futsal (1): 2004
- Mistrzostwo Peru (2): 2004, 2006